# 御悅

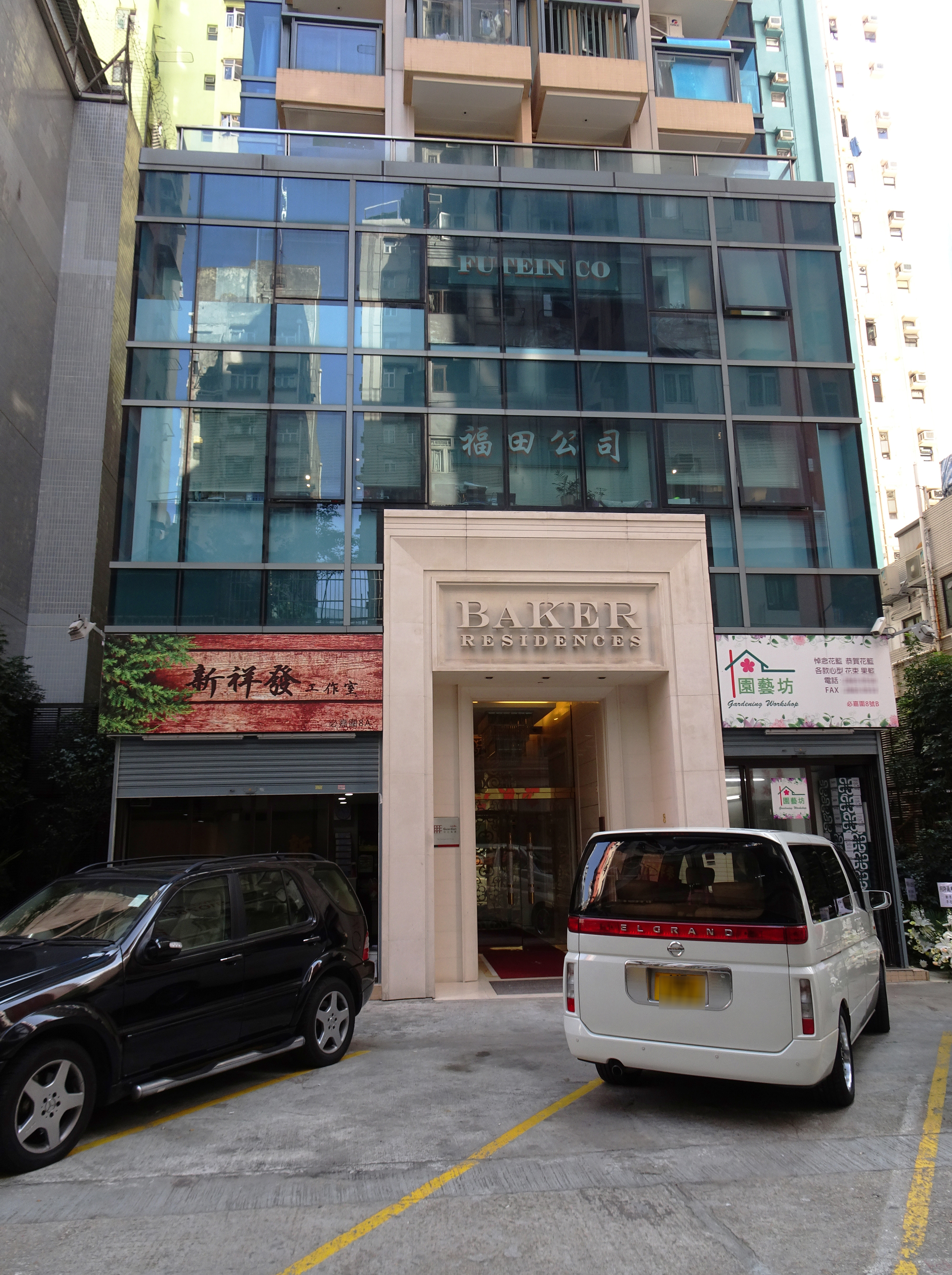
御悅基座

御悅（英語：Baker Residences），是位於香港紅磡的單幢住宅，樓高共26層，由信和置業及市區重建局（以聯丰投資有限公司名義）發展，於2011年10月入伙。

## 歷史
御悅 前身為位於「必嘉圍8-12號」2幢3層高的唐樓，2003年市區重建局以約七千二百萬港元進行收購，於2008年邀請合作發展意向書，共收到7份意向書，終只收獲1份標書，由於地盤為市建局歷來招標的最細規模項目，故成為當時歷來招標最差的項目，最後其決定與信和置業合作。 同時該地段地契改訂為九龍內地段第11181號，地價一千萬。
最終信和置業及市區重建局把上址發展成單幢商住項目 －御悅，原只計劃興建46個單位，後共建有68個單位，並於2012年2月開售。

## 簡介
項目地盤面積約2,982平方呎（277平方米），可建總樓面面積（Permitted GFA）為2,338平方米（25,162平方英呎），惟建築樓面面積為33,197平方呎（Construction Floor Area），發水比率達31%。其中機房佔3,316平方呎，提供環保設施以及適意
設施所獲得的額外樓面分別佔2,454平方呎及2,265平方呎。。
物業實際樓高26層，惟由於不設4、13、14及24字樓，並設有UG層及天台隔火層，故有28字樓，其中基座佔3層，設4個商鋪及機房，其餘22層為住宅單位，當中2字樓除了2個單位外，並設有會所，其設施包括遊戲室、閒坐室等，供住戶享用。
而物業共設68個單位，建築面積由約270-370呎不等，全屬開放式單位，其中4伙為連平台的特色戶，而一梯有二伙至三伙，由於單位面積小，故入場費低於200萬元，被譽為近年新盤罕見的迷你上車盤。

## 商鋪
基座地下、高層地下及一樓為商鋪，面積合共約2928方呎，發展商於2014年1月透過第一太平戴維斯進行招標出售，意向價為2200萬元，終在3月成功以2000萬售出。

## 鄰近住宅
- 都會軒
- 海韻軒
- 半島豪庭
- 紅磡灣中心
- 黃埔新邨
- 蕪湖居
- 城中匯
- 東海雅園

## 外部連結
- 御悅 官方網站